# フォー・ザ・バーズ
『フォー・ザ・バーズ』(英: For the Birds) は、2000年製作のアメリカ合衆国の短編コンピュータアニメーション映画。
監督・脚本はラルフ・エグルストンが勤めた。
アカデミー短編アニメ賞受賞作品。ピクサーは本作以降、2017年の『ひな鳥の冒険』まで、アカデミー短編アニメ賞にノミネートはされるが、受賞した作品を出していない。
なお、英語の慣用句for the birdsには、「つまらない」「くだらない」「なんの役にも立たない」といったような意味がある。

## ストーリー
電線に15羽の小鳥たちが並んで止まっていたが、その真ん中に大きな鳥が1羽、割り込んで止まる。大きな鳥の体重で電線が撓み、小鳥たちは窮屈になってしまう。小鳥たちは大きな鳥を振り落すが、その反動で電線の撓みが無くなったことにより小鳥たちは全員上に飛ばされ、羽が全て抜ける。そんな小鳥たちを見て、大きな鳥は爆笑するのだった。

## 公開
フランスのアヌシー国際アニメーション映画祭で2000年6月5日に初公開された。一般公開はアメリカ合衆国で2001年11月2日で同時上映は『モンスターズ・インク』。日本での公開は2012年12月19日で同時上映は『モンスターズ・インク 3D』。
2023年12月、ピクサー・アニメーション・スタジオは2024年3月22日に『あの夏のルカ』の同時上映作品として本作品をアメリカ国内にて再度劇場公開することを発表した。日本国内でも同作品の同時上映作品として同年3月29日に劇場公開することがウォルト・ディズニー・ジャパンから発表されている。

## 賞歴
- 2002年 第74回アカデミー賞アカデミー短編アニメ賞受賞
- 2000年 アニー賞短編アニメ映画賞受賞
- 2000年 シッチェス・カタロニア国際映画祭Best Animated Short Film受賞